# Літературний музей Івана Бажанського
Літературний музей Івана Бажанського — музей у м. Вашківці на Буковині, присвячений українському письменнику і педагогу Бажанському Івану Миколайовичу.
Відкритий 1993 року у Вашківецькій гімназії Вижницького району напередодні 130-річчя від дня народження та 60-річчя по смерті українського педагога, шкільного інспектора, директора-адміністратора, письменника, унікального фотографа-аматора, громадського діяча Буковини в умовах Австро-Угорської монархії та румунського поневолення краю кінця ХІХ — початку XX століття.
Представлені оригінальні поштівки «Gruss aus Waschoutz», рідкісне зібрання меморіальних речей невтомного педагога, документів шкільництва про становлення української національної освіти, поетичних і прозових творів, фотографій письменника. Спогади родини про його життя і працю, зокрема онуки Зірки Колотило, друзів, послідовників експонуються на тлі історичних подій в умовах Першої світової війни фронтових Вашківців. Тут І. Бажанський працював упродовж 1911–1926 років.